# Рассвєт (Ленінградська область)
Рассвєт (рос. Рассвет) — селище у Лодєйнопольському районі Ленінградської області Російської Федерації.
Населення становить 893 особи. Належить до муніципального утворення Доможировське сільське поселення.

## Історія
Згідно із законом від 20 вересня 2004 року № 63-оз належить до муніципального утворення Доможировське сільське поселення.

## Населення
| 1997 | 2007 | 2010 | 2014 |
| ---- | ---- | ---- | ---- |
| 918  | ↗944 | ↘784 | ↗893 |